# オール・ディス・タイム (スティングの曲)
「オール・ディス・タイム」（All This Time）は、イギリスのミュージシャン、スティングが1990年に発表した楽曲。アルバム『ソウル・ケージ』（1991年）からの先行シングルとしてリリースされた。

## 背景
アルバム『ソウル・ケージ』全体がスティングの亡父に捧げられた内容で、本作の歌詞は、牧師2人の反対を押し切って父の亡骸を海へ葬ろうとしている遺族の視点で書かれている。本作のミュージック・ビデオはアレックス・プロヤスが監督し、妻のトゥルーディ・スタイラーと女優のメラニー・グリフィス（1988年の映画『ストーミー・マンディ』でスティングと共演した）がフレンチ・メイド・スタイルで出演した。
12インチ・シングルおよびCDシングルには、ポリス時代の曲「キング・オブ・ペイン」のライヴ・ヴァージョンがカップリング曲として追加された。

## 反響
全英シングルチャートでは4週トップ100入りし、最高22位を記録した。一方、アメリカでは総合シングル・チャートのBillboard Hot 100で5位に達し、「ウィル・ビー・トゥゲザー」（1987年）以来の全米トップ10シングルとなった。また、『ビルボード』のメインストリーム・ロック・チャートおよびモダン・ロック・チャートでは1位を獲得し、アダルト・コンテンポラリー・チャートでは9位を記録した。